# میدان گازی سردار جنگل
میدان گازی سردار جنگل در دریای خزر و انتهای بخش مرزی ایران قرار دارد، که در استان‌های مازندران و گیلان واقع شده است. این میدان، ۲۴ کیلومتر طول و ۱۶ کیلومتر عرض دارد و از لایه‌های مختلفی تشکیل شده‌است.
این میدان در سال ۱۳۸۰ و در عمق ۷۰۰ متری از سطح آب، کشف شد و ۱۰ سال بعد، در پی مطالعات اکتشافی بر روی سکوی نیمه شناور امیرکبیر، یک لایه نفتی، در عمق ۷۲۸ متری در این مخزن هیدروکربوری کشف گردید.
میدان سردار جنگل، دارای ۵۰ هزار میلیارد فوت مکعب ذخیره درجای گاز می‌باشد. یعنی بیش از ۱۰ برابر میدان شاه‌دنیز در جمهوری آذربایجان. این درحالیست که پیش از این، سهم ایران در دریای خزر ۱۱ تریلیون فوت مکعب گاز اعلام شده بود! همچنین میزان نفت درجای لایه نفتی این میدان، ۲ میلیارد بشکه می‌باشد، که نفت قابل استحصال آن، در حدود ۵۰۰ میلیون بشکه برآورد شده است.

## واحد نفت و گاز سردار جنگل
واحد پشتیبانی نفت و گاز میدان گازی سردار جنگل به عنوان یکی از پروژه‌های مرتبط با میدان گازی سردار جنگل، در مساحت ۳۰۰ هكتار در منطقه ساحلی رودسر در منتهی الیه شرق استان گیلان و غرب استان مازندران قرار دارد که ساخت آن از دی‌ماه سال ۱۳۹۰ آغاز شده است. هزینه اولیه احداث این پروژه ۱۰ هزار میلیارد ریال برآورد شده كه شامل ایجاد تأسیسات زیربنایی، كشتی‌سازی و سازه‌های سكوهای نفتی و گازی است. محل استقرار این سایت پس از دو سال کار مطالعاتی در حد فاصل منطقه رامسر تا آستارا به عنوان نزدیک ترین خشکی به میدان گازی سردار جنگل انتخاب گردیه است.
در این پایگاه، تأسیسات فرآورشی جانبی، انبارها، نیروگاه‌ها، واحدهای ذخیره مواد شیمیایی و تأسیسات اطفای حریق این میدان، در حال ساخت می‌باشد.

## کشف نفت در میدان گازی
در سال ۱۳۹۰ بعد از گذشت ۱۰ سال از کشف این میدان گازی، در دریای خزر، در پی مطالعات اکتشافی بر روی سکوی نیمه شناور امیرکبیر، یک لایه نفتی، در عمق ۷۲۸ متری در این مخزن هیدروکربوری کشف گردید...
این لایه نفتی، در میدان گازی سردار جنگل، دارای ذخیره نفت درجای ۲ میلیارد بشکه‌است، که با توجه به ضریب برداشت ۲۵٪ درصدی آن، مقدار نفت قابل استحصال این مخزن، در حدود ۵۰۰ میلیون بشکه نفت می‌باشد...

## سکوی نیمه شناور امیرکبیر
انجام مطالعات ساخت این میدان گازی، از سال ۱۳۸۰ آغاز و در نتیجه آن ۴۶ ساختار کوچک و بزرگ در دریای خزر شناسایی شد. ساختارهای شناسایی شده در اعماق ۵۰۰ تا ۸۰۰ متری، نیازمند حفاری‌های اکتشافی بود.
پروژه‌های ساخت سکوی نیمه شناور امیرکبیر، شناورهای ۱۶ هزار اسب بخار و کاسپین ۱، کاسپین ۲ و کاسپین ۳ مقدمه انجام این حفاری‌های اکتشافی بود.
سکوی نیمه شناور امیرکبیر که به سکوی نفتی بهشهر معروف است، با وزن ۱۴۷۰۰ تن، سنگین‌ترین سازه دریایی ایران است. این سکو قادر به تولید بیش از ۱۱ مگاوات برق بوده و امکان اقامت ۱۲۰ نفر بر روی آن فراهم شده است.
سکوی امیرکبیر، قادر به حفاری در آب‌های تا عمق ۱۰۰۰ متر بوده و همچنین قابلیت حفاری از کف دریا تا عمق ۶۶۰۰ متری را دارد. تثبیت موقعیت سکو در محل حفاری توسط ۸ لنگر ۲۰ تنی و زنجیر انجام شده است.